# Obervogteiamt Hohenfels
Das Obervogteiamt Hohenfels war ein Verwaltungsbezirk im Süden des heutigen Bundeslandes Baden-Württemberg. Das hohenzollerische Obervogteiamt gehörte von seiner Gründung im Jahre 1806 bis 1822 zum Fürstentum Hohenzollern-Sigmaringen. 1822 wurde das Obervogteiamt Hohenfels dem Oberamt Wald zugeordnet. Das Gebiet bestand aus der ehemaligen Deutschordensherrschaft Hohenfels mit den Ortschaften Deutwang, Kalkofen, Liggersdorf, Mindersdorf, Oberndorf und Selgetsweiler. Bis auf den heute zu Herdwangen-Schönach gehörenden Ort Oberndorf bilden diese Orte heute die Gemeinde Hohenfels.